# 壞點

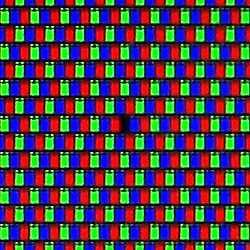
LCD面板的放大特寫，顯示一暗綠色像素

壞點（英語：Defective pixel）通常是指液晶螢幕面板上的某些螢幕畫素全部或部分喪失其作用，而造成變成永久性的亮點、暗點與色點。液晶面板生產製造時，偶爾會出現有壞點的螢幕，其中部分的亮點可能是黑點、白點、紅點、綠點或藍點等局部的小點產生變化，但即使有壞點依舊可以正常顯示，但會造成視覺上困擾更可能進一步造成視力上的損害。。
一般的情況下，若是由於技術因素所產生的壞點是上不可修復的。但是有少部份可使用軟體修復或者擦拭方式去除。

## 產生原因
液晶面板內部組成是由小單元的畫素點，每個畫素並由三個各自發出紅、綠、藍三原色光點（也稱為次畫素 英文為dot或subpixel）所構成，結構簡單但製造過程並不容易。三原色混合就能產生人類視覺所能接收的色彩，由多個畫素一起發光或發暗就可產生正常影像。舉例19吋顯示器的解析度是1280 X 1024，其中單元格的數量是3,932,160個（1280 X 1024 X 3），並且每個像素還有一套獨立的電晶體等元件所控制。
壞點大部分情况下於面板製程时所產生，也有可能是液晶面板自然损耗、内部受過热产生轻微变形或者外部受到不正常壓力所導致。

## 瑕疵種類
液晶面板裡頭，僅是一個色彩的小點無法正常顯示，便會產生所謂的壞點。依據ISO 13406-2國際標準，當一個螢幕畫素的三原色光點喪失其256種亮度變化時，此瑕疵即會影響該畫素的表現。螢幕畫素瑕疵通常可再細分為亮點、暗點、或色點三種。依照壞點內部的損壞程度，依照光的原理，三原色的光點若全亮則構成白光，反之，三原色光點全不亮則是黑色。
亮點：
某個三原色（RGB）光點永恆只能發出某個亮度。
暗點：
某個三原色（RGB）光點永恆不發光。
色點：
某個三原色光點只能表現出一部分的亮或暗，因此色點仍會有不同程度的色彩表現。色點發生的機率遠超過亮點或暗點的機率。
儘管有些供應商提供零壞點保證，但多僅保證無亮點，而少有保證無暗點或色點。

## 容許標準
正常情況下，面板製造商必須遵循ISO國際標準組織的規範，供應LCD面板給供應商也要符合可靠度的要求。但是現時生產技術還無法保證每一個生產出來的液晶螢幕都沒有壞點，而解析度越高的螢幕則更容易有壞點出現，因此ISO國際標準組織的規範容許些許程度的不完美，而且各國的國家標準通常也會對於螢幕壞點有確實的規定範圍，以保證消費者的權益。根據ISO 13406-2，對於壞點的容許範圍摘錄如下：
- 整體像素瑕疵：

解析度1024 X 768的液晶螢幕容許值為2個
解析度1280 X 1024的液晶螢幕容許值為3個
解析度1600 X 1200的液晶螢幕容許值為4個
解析度2048 X 1536的液晶螢幕容許值為6個
- 紅、綠、藍三者之一子像素的瑕疵：

解析度1024 X 768的液晶螢幕容許值為4個
解析度1280 X 1024的液晶螢幕容許值為7個
解析度1600 X 1200的液晶螢幕容許值為10個
解析度2048 X 1536的液晶螢幕容許值為16個
- 子像素在任意5x5區域內瑕疵：

解析度1024 X 768的液晶螢幕容許值為2個
解析度1280 X 1024的液晶螢幕容許值為3個
解析度1600 X 1200的液晶螢幕容許值為4個
解析度2048 X 1536的液晶螢幕容許值為6個
面板製造商有不同的壞點判定標準。由於製造商之間的激烈競爭，現時品質控制的標準已經提高。如果液晶螢幕擁有四個或以上的壞點是比較容易察覺到的，因此消費者可以據此要求更換新的一台。液晶螢幕的壞點位置同樣是不可忽略的，生產商常會因為壞點出現在螢幕中央區域而降低標準。
下表是目前IBM ThinkPad筆記型電腦產品線的最大容許壞點數：
| 解析度             | 光點（亮點） | 死點（暗點） | 總數 |
| ------------------ | ------------ | ------------ | ---- |
| QXGA（2048x1536）  | 15           | 16           | 16   |
| UXGA（1600x1200）  | 11           | 16           | 16   |
| SXGA+（1400x1050） | 11           | 13           | 16   |
| XGA（1024x768）    | 8            | 8            | 9    |
| SVGA（800x600）    | 5            | 5            | 9    |

## 檢測方法
要能判斷液晶螢幕的面板畫素是否有瑕疵，必須在光線絕對充足的室內環境下進行，否則難以正確辨識出所有的亮點、暗點、與色點。
最佳檢測亮點、暗點缺陷的方法，是在畫面螢幕全綠的時候找暗點，畫面螢幕全藍的時候找亮點，這樣可以輕易的找出亮點或暗點。在對液晶屏幕進行檢測的點缺餡時，可連接有安裝檢測軟體的電腦或者檢測軟體，可有效幫助尋找壞點。這些具有相關的功能的軟體有 Nokia Monitor Test、DisplayX （页面存档备份，存于）、Monitors Matter CheckScreen等。

## 其他
在電荷耦合元件是數位相機方面，壞點則是指無法正確捕捉光線的感光元件，若面板出現壞點會直接造成成像的暇疵。

## 外部連結
以下僅作知識補充參考
- （繁體中文）如何測試螢幕壞點？
- （繁體中文）LCD液晶螢幕網
- （繁體中文）液晶螢幕、電漿電視之探討 （页面存档备份，存于）
- （繁體中文）实时不良像素检测网站 （页面存档备份，存于）